# Microleo
A Microleo attenboroughi az Ausztráliai korai miocén korszaki erszényesek erszényesoroszlán-félék családjának kistermetű faja, amely a nedves erdőben él, amely körülbelül 18 millió évvel ezelőtt uralta Riversleigh-t. A Microleo nemzetséget jelenleg egy törött szájpadcsontból és két állkapocsból ismerik, amelyek néhány fogat és gyökeret tartalmaznak, amelyek megfelelnek a többi erszényesoroszlán fajnak. A pengeszerű P3 fog, az előmolaris alakja és szerkezete új nemzetségként különböztette meg a fajt. A queenslandi Riversleigh fosszilia lelőhely korai miocén korú lelőhelyein találták, amelyet az egyik legjelentősebb paleontológiai lelőhelynek tartanak.

## Rendszertan
- erszényesoroszlán-félék család (kihalt)

- Microleo nemzetség

- Microleo attenboroughi

- Wakaleo nemzetség
- Thylacoleo nemzetség

## Leírás
Egy kistestű erszényesoroszlánfaj, amely a korai miocén idején élt a Riversleigh-ben. A fajt aprónak tekintették, összehasonlítva a korábban ismert 2–130 kg-os erszényesoroszlánnal, mérete hasonló a Pseudocheirus fajokéhoz.  A húsevő állat körülbelül 18 millió évvel ezelőtt élt a nedves erdős környezetben, és az azonos időszakban élő állatvilág gazdag változatosságát zsákmányolta.
A holotípus egy hiányos szájpadcsont, amely feltárta a családhoz kapcsolódó fogazatot, a késszegű kétpikkelyes P3 fogat és az őrlőfogakat, amelyek alkalmazkodtak az állatok leöléséhez és fogyasztásához. A szájpadlásbeli benyomásból levont premolar morfológiáját arra javasolták, hogy a testvér taxont külön és korábban ismeretlen nemzetségként válasszák szét. A holotípus anyaga a bal felső állcsont részleges maradványaiból áll, amelyek még mindig a második és harmadik moláris (M2 – M3) közvetlen bizonyítékai, a harmadik premoláris gyökerek (P3) - M1, az alveolusok benyomása az M4-nél, a gyökér pedig az arc ívénél. Részleges jobb felső állcsontot is leírnak, megőrizve a P3 – M2 betétet, és feltárva az M1 és P1–2 alveolusokat. Egy másik példányt, a bal M3 paratípust mellékelték paratípusként a Microleo attenboroughi eredeti leírásához.
A M. attenboroughi súlya a becslések szerint körülbelül 600 gramm, a család legkisebb képviselője, de nagyobb ragadozó a korábbi miocén kori gerinces faunája között. A faj előmolarai élesek és hosszúkásak, ezek a hegyes és késélű fogak és a medencéhez hasonló őrlőfogak a családra jellemzőek.

## Előfordulás
A „Neville's Garden Site” néven azonosított Riversleigh-képződményekből ismert, más fosszilis fajokban gazdag lelőhely. Az ezen a helyen végzett vizsgálatok radiometrikus dátumtartományt hoztak létre a lerakódás időpontjáig, körülbelül tizennyolc millió évvel korábban (18,24 ± 0,29 millió és 17,85 ± 0,13 millió). A Riversleigh fosszilis területe egy kis régió az ausztrál kontinens északkeleti részén. Amikor a mintát feltárták, és kiderült, hogy a lerakódáskor milyen vízgyűjtő volt, egy a sok közül, amelyek a régiókban mészkő képződményekben alakultak ki, egy nagyon magas csapadékkal és enyhe éghajlattal rendelkező erdőben. A régió éghajlata és ökológiája, amely ma száraz, nyílt erdő és a fű által uralt élőhely, összehasonlítható volt a modern Borneo esőerdőivel. A Riversleigh fauna más típusú erszényesoroszlán nemzetségeket tartalmaz, két nagyobb ragadozót, amelyek egy időben laktak a területen. Ezek a rokon ragadozók versenyezhettek M. attenbouroughival a hasonló zsákmányért, de az állat kisebb mérete valószínűleg lehetővé tette az erdei lombkorona magasabb részeinek elérését. A faj valószínűleg vadászott a rovarok, madarak és gyíkok sokféleségére, amelyek elfoglalták az élőhelyének felső Wakaleo szintjét, miközben a nagyobb ragadozók elérhetetlenné váltak, beleértve a Wakaleo fajokhoz hasonló kapcsolatokat is.

## Fordítás
Ez a szócikk részben vagy egészben  a   Microleo című angol Wikipédia-szócikk ezen változatának fordításán alapul.  Az eredeti cikk szerkesztőit annak laptörténete sorolja fel. Ez a jelzés csupán a megfogalmazás eredetét és a szerzői jogokat jelzi, nem szolgál a cikkben szereplő információk forrásmegjelöléseként.